# Kasteel van Barbezieux
Het Kasteel van Barbezieux (Frans: Château de Barbezieux) is een kasteel in de Franse gemeente Barbezieux-Saint-Hilaire.
Het huidige kasteel gaat terug op een houten kasteel dat rond het jaar 1000 werd gebouwd op een heuvel. Het was de residentie van de heren van Barbezieux die groot aanzien genoten in Saintonge. Het kasteel werd verschillende keren vernield en herbouwd. Het huidige kasteel werd gebouwd rond 1460 in opdracht van Marguerite de La Rochefoucauld, vrouwe van Barbezieux en Montendre.
Na de Franse Revolutie deed het genationaliseerde kasteel dienst als gevangenis. Het kasteel werd deels afgebroken. Het werd in 1844 eigendom van de gemeente Barbezieux. Er was toen een ziekenhuis gevestigd. In 1900 werden de stallingen omgebouwd naar een theater. In 1913 werd het kasteel beschermd als historisch monument.
In 2015 werd het kasteel gerestaureerd. Het bevat een theater- en een concertzaal.